# تشارلز ميلر ليزلي
تشارلز ميلر ليزلي (بالإنجليزية: Charles Miller Leslie)‏ هو عالم إنسان أمريكي، ولد في 1923 في أركنساس في الولايات المتحدة، وتوفي في 15 أغسطس 2009.